# Дисколіт

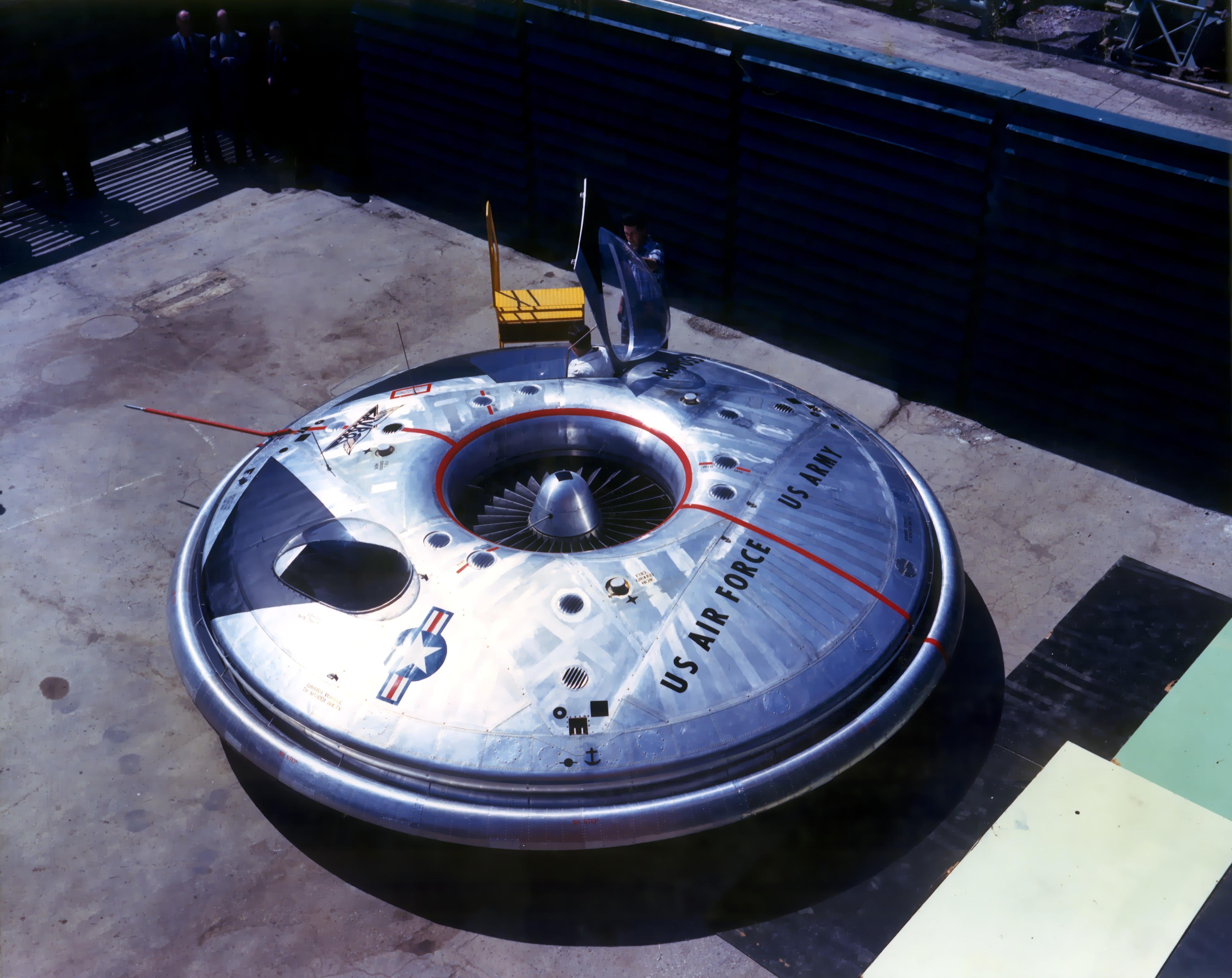
Avro Canada VZ-9-AV Avrocar випробовували між 1959 і 1961 роками.

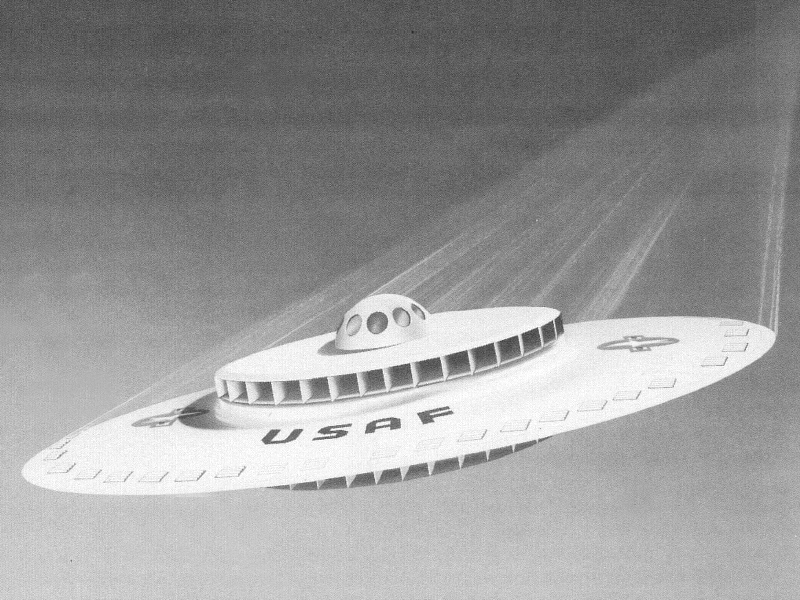
Avro Canada Project 1794 проєкт перспективного надзвукового апарату

Дисколі́т — літаюче крило вертикального зльоту, що має в плані форму диска. Універсальна машина, яка поєднує властивості вертольота і літаючого крила, але їх одночасне використовування в одному апараті не має ні економічного, ні військового обґрунтовування. Проте це не означає, що такий апарат неможливо створити, і останній патент на конструкцію дискольоту датується 1994 роком.

## Історія створення

### Німеччина
У 1919 р. в Німеччині була створена таємна організація — об'єднання ТУЛЕ («THULE» Gesellschaft), що взяла за мету добитися перегляду умов версальського договору. У рамках організації сформовано технічне відділення «Bruders des Lichts»(«братство світла»), перед яким була поставлена задача вивчення стародавніх цивілізацій Індії і Месопотамії і контакту з позаземними цивілізаціями. Зокрема, одним з головних напрямів роботи суспільства був пошук доказів того, що люди суть нащадки прибульців з Альдебарана, що поселилися на Землі 500 000 років тому і пошук секрету «вімани» — дископодібного літального апарата, описаного в староіндійських хроніках. У 1922 р. відділення отримало нове найменування «VRIL» Gesellschaft і стало спеціалізуватися в розробці нетрадиційних літальних апаратів і двигунів. Влітку 1922 р. був створений перший літаючий пристрій дискового типу, і почалися пошуки способів конструктивної реалізації дискольотів, придатних для практичного використовування.
В середині 40-х років в Німеччині почато розробку промислових зразків літаків вертикального зльоту (вертольотів) і літаків з крилом дискового профілю, але тільки поява газотурбінних силових установок дозволила впритул підійти до створення практичних конструкцій нового різновиду літальних апаратів — дискольотів (нім. Flugscheiben), що використовують аеродинамічні властивості летючого крила дискового типу на апаратах вертикального зльоту.
В даний час найвідоміші наступні основні типи німецьких дискольотів періоду Другої світової війни: диск Шрівера-Хабермоля (1940); летючий млинець Циммермана (1942); диск Белонце (1945); диск «Омега» (1945); Фокке-Вульф. 500 «Кульова блискавка» («Kugelblitz», 1945).
Останній апарат (Fw.500), випуск якого планувалося почати в 1946 р., був найближчим за конструкцією до сучасних протитанкових вертольотів, і цілком міг оперувати на дистанціях, зіставних з дальністю польоту Ме 163 (зі 100 км).

### США

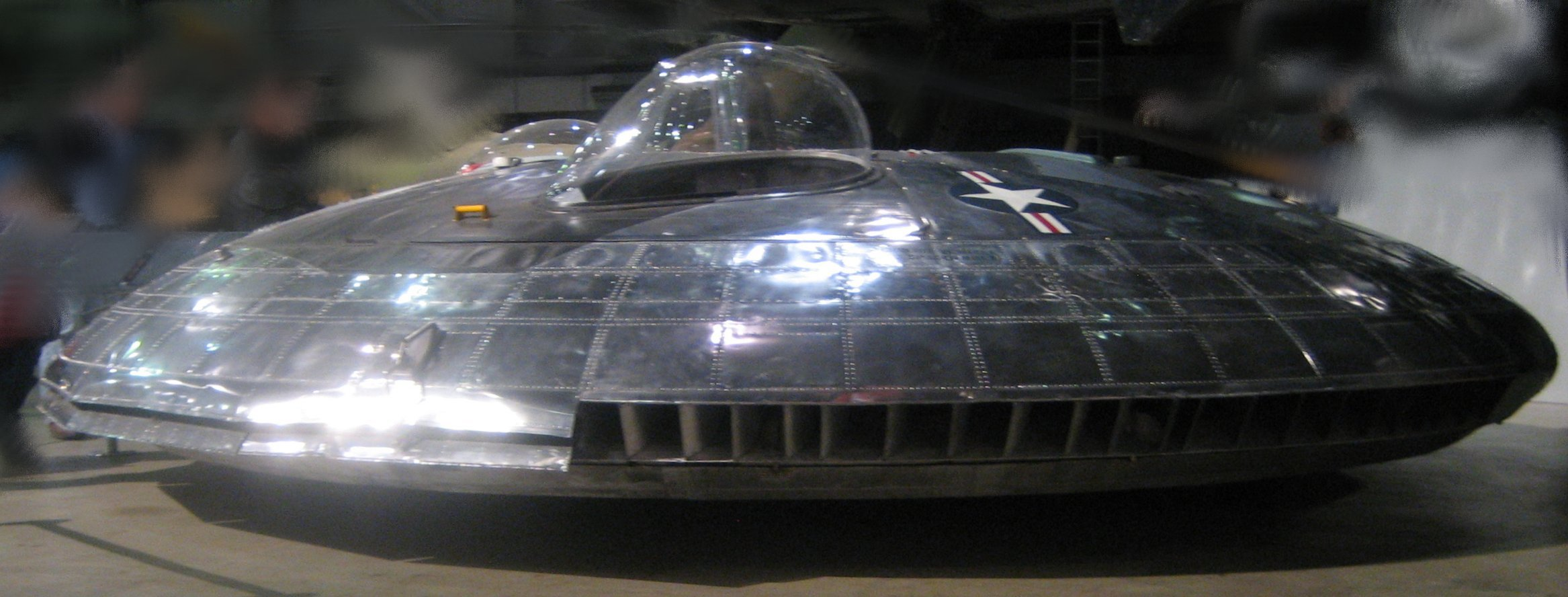
Avrocar, Національний музей авіації США

Найближче до втілення концепції дискольоту в життя підійшли конструктори канадської фірми Avro Canada, які на замовлення ВПС та сухопутних військ США виготовили дисколіт VZ-9AV Avrocar. Розробкою та створенням «летючої тарілки» займався англійський конструктор Джон Фрост (John Frost (англ.)). Роботи по створенню літального апарата почалися в 1952 році в Канаді. 12 листопада 1959 року відбувся перший політ. Але вже у 1961 році проект закрито. Підйомна сила створювалася трьома реактивними двигунами, а після вертикального зльоту і набору висоти поступальний рух забезпечувалося відхиленням вектора тяги. Проблеми зі стійкістю не дозволили апарату досягти розрахункової швидкості 419 км/год. Діаметр апарата 5,49 м, злітна маса 2563 кг. Всього було збудовано два апарати «Аврокар», на розробку яких американці витратили близько 12 млн доларів.